# Budynek szpitala hutniczego spółki Giesche w Katowicach
Budynek szpitala hutniczego spółki Giesche – zabytkowy gmach dawnego szpitala z lat 1906–1908, położony przy ulicy J. Korczaka w Katowicach, w granicach dzielnicy Szopienice-Burowiec.
Gmach ten powstał w stylu historyzmu ceglanego z elementami modernizmu według projektu Emila i Georga Zillmannów na zlecenie spółki Georg von Giesches Erben dla pracowników pobliskich zakładów przemysłowych. Jest on wpisany do rejestru zabytków, a dodatkowo wraz z otoczeniem jest objęty ochroną konserwatorską.

## Historia
Szpital hutniczy zaprojektowano w Roździeniu, na działce po byłej kuźni w sąsiedztwie szybu Heintze kopalni węgla kamiennego Luisenglück, przy drodze prowadzącej do Borek (obecnie ulica J. Korczaka). Powstał on w latach 1906–1908  z okazji dwustulecia powstania spółki Georg von Giesches Erben. Uroczyste otwarcie gmachu szpitala odbyło się 11 czerwca 1908 roku. Zaprojektowali go Emil i Georg Zillmannowie, którzy odpowiadają też min. za projekty zabytkowych osiedli patronackich: Giszowca i Nikiszowca .
Szpital na swoje czas był jednym z najnowocześniejszych zakładów – posiadał około 100 łóżek i działały w nim oddziały: chirurgiczny, chorób zakaźnych, wewnętrzny i ginekologiczny. Dnia 1 lipca 1919 roku przy szpitalu powstała placówka zakonna sióstr Maryi Niepokalanej. W latach międzywojennych dalej działał w gmachu szpital zakładowy dla pracowników pobliskich kopalń i hut . W 1937 roku w Szpitalu Hutniczym Spółki Giesche pracę rozpoczął Edmund Gryglewicz, który objął stanowisko ordynatora Oddziału Chorób Wewnętrznych .
Po II wojnie światowej szpital został znacjonalizowany  i przekształcony na Szpital Miejski nr 7 . W 1947 roku opuściły go siostry Maryi Niepokalanej, a w ich miejsce posługę zaczęły siostry boromeuszki, które otworzyły w szpitalu kaplicę . W latach 1974–1975 za zabytkowym gmachem szpitala postawiono według koncepcji Biura Projektów Służby Zdrowia w Katowicach  obecny budynek Centrum Psychiatrii w Katowicach im. dr. Krzysztofa Czumy.
W 1994 roku zakład działał jako Szpital Miejski nr 5, który funkcjonował do 1997 roku. W 2009 roku gmach dawnego szpitala hutniczego sprzedano będzińskiej firmie – Przedsiębiorstwo Wielobranżowe M. Pasek . Dnia 30 czerwca 2010 roku Rada Miasta w Katowicach uchwaliła miejscowy plan zagospodarowania przestrzennego dla rejonu ulic: gen. J. Hallera i J. Korczaka, ustalając strefę ochrony konserwatorskiej wokół gmachu szpitala. Sam zaś gmach został wpisany do rejestru zabytków 14 lutego 2012 roku. W tym samym roku rozpoczął się też remont szpitala, lecz z uwagi braki funduszy gmach w 2016 i 2017 roku wystawiono na sprzedaż .

## Architektura i otoczenie
Gmach szpitala hutniczego spółki Giesche znajduje się na terenie Katowic, w dzielnicy Szopienice-Burowiec, przy ulicy J. Korczaka 27 . Powstał on w stylu historyzmu ceglanego z elementami modernizmu. Został on wybudowany z cegły i piaskowca, na planie prostokąta. Jest obiektem dwupiętrowym z podpiwniczeniem, kryty dwuspadowym dachem pokrytym dachówką. We wnętrzu zachowały się dwubiegunowe klatki schodowe oraz dawna kaplica z witrażami. Za projekt odpowiadają berlińscy architekci: Georg i Emil Zillmannowie .
Gmach szpitala otacza ogród z drzewami wielu gatunków, w południowo-wschodniej części mieści się portiernia, zaś kompleks szpitalny otacza zabytkowe ogrodzenie . Gmach dawnego szpitala wraz z portiernią, parkiem, ogrodzeniem jest objęty ochroną konserwatorską na podstawie przepisów miejscowego planu zagospodarowania przestrzennego, uchwalonego dla tego obszaru 30 czerwca 2010 roku. Sam zaś gmach szpitala 14 lutego 2012 roku został wpisany do rejestru zabytków pod numerem A/368/12.